# Rio Ogarantim
O rio Ogarantim é um rio brasileiro do estado do Rio Grande do Sul.